# Cilurnum

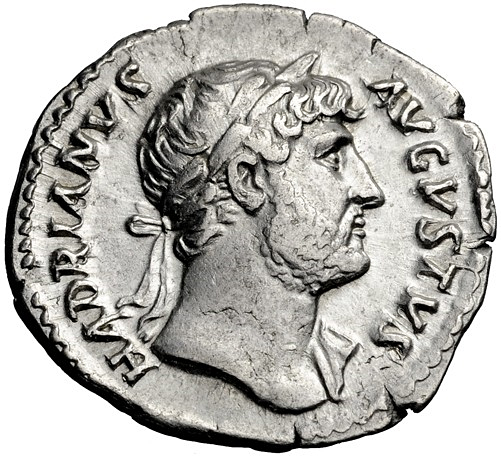
Münzporträt des Hadrian
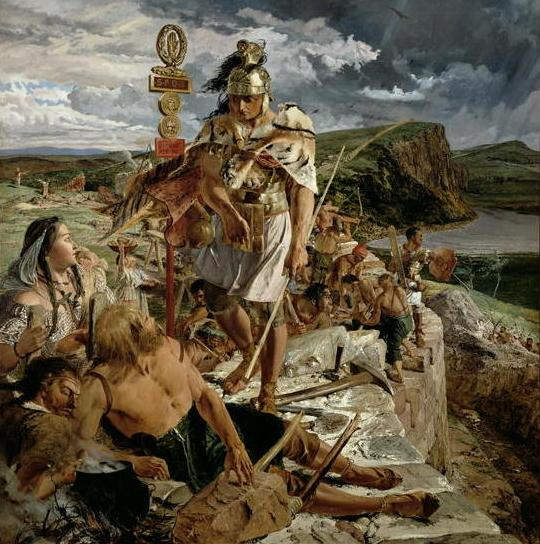
Die Erbauung des Hadrianswalls, Gemälde von William Bell Scott; John Clayton ließ sich darauf als römischen Zenturio abbilden (Wallington Hall)
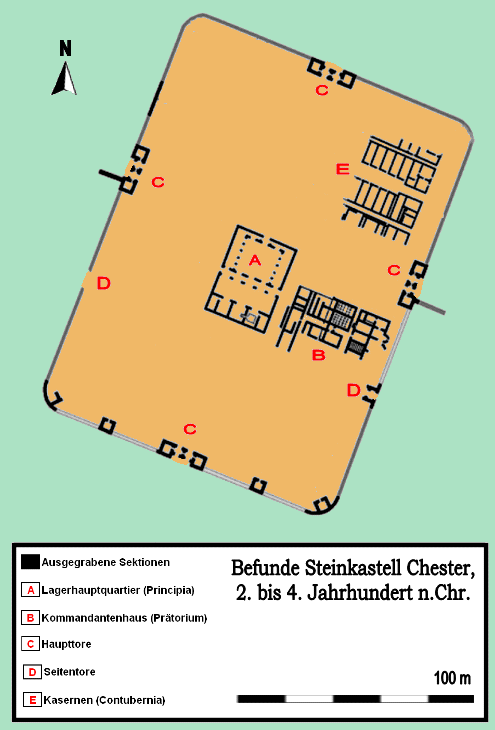
Befundskizze Kastell
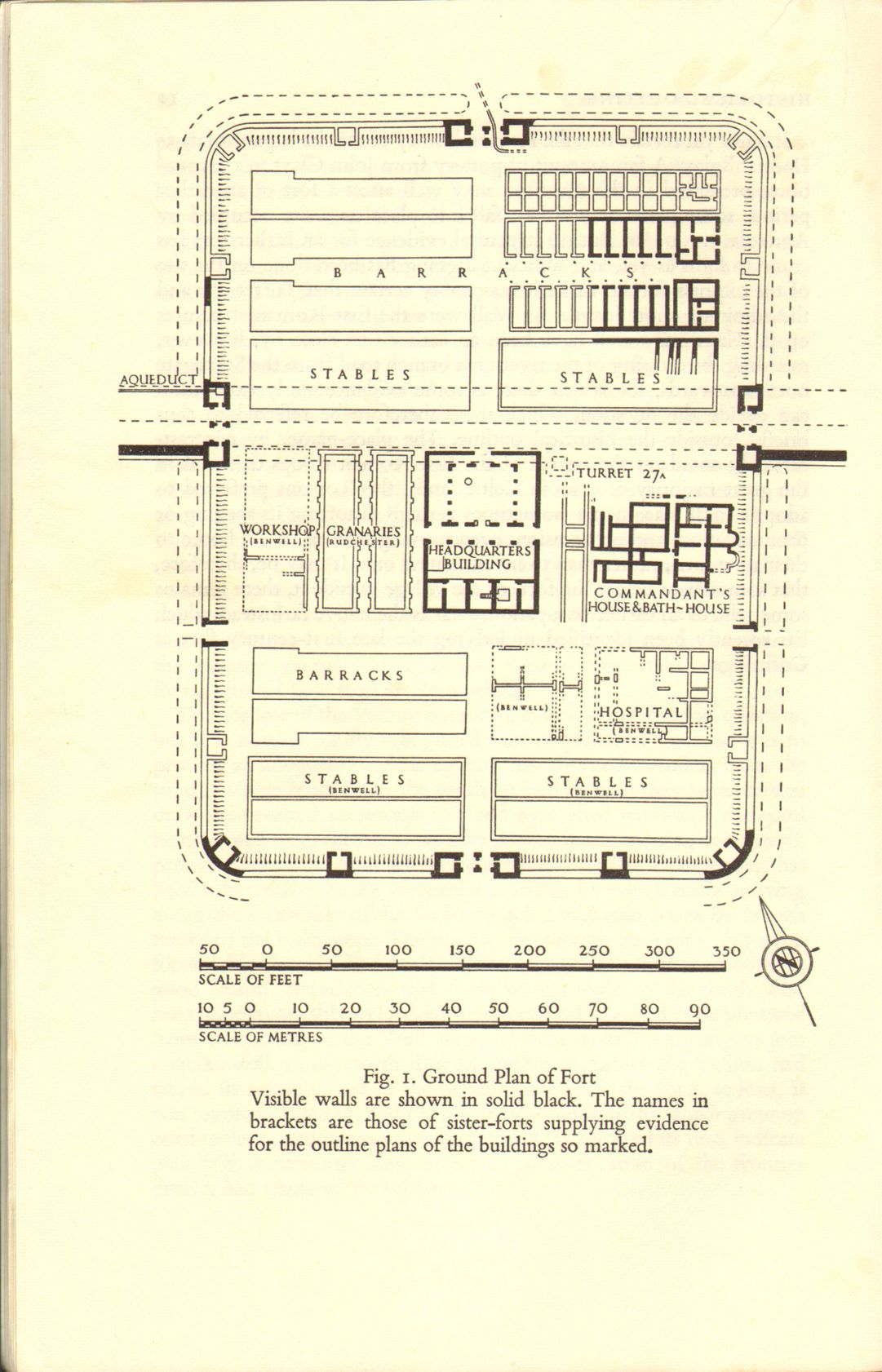
Kastellplan von 1960
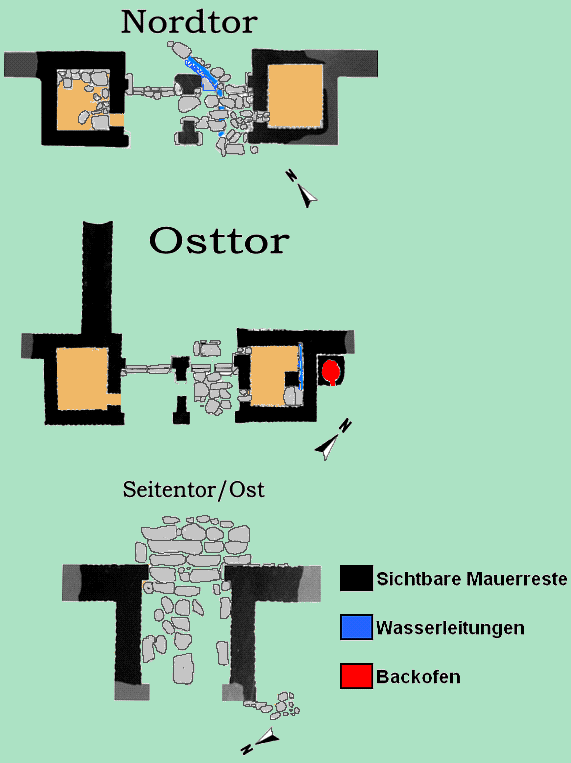
Befundpläne Kastelltore
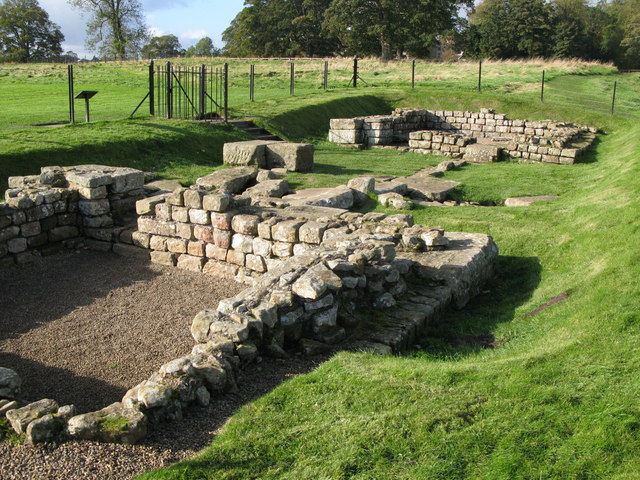
Überreste des Nordtores
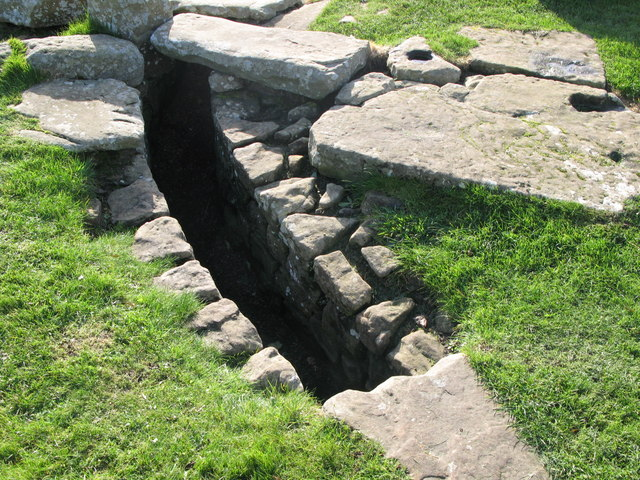
Wasserleitung am Nordtor
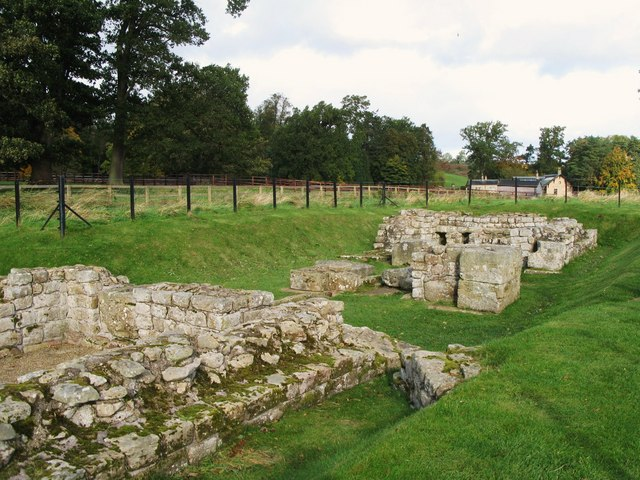
Ruine des Westtores
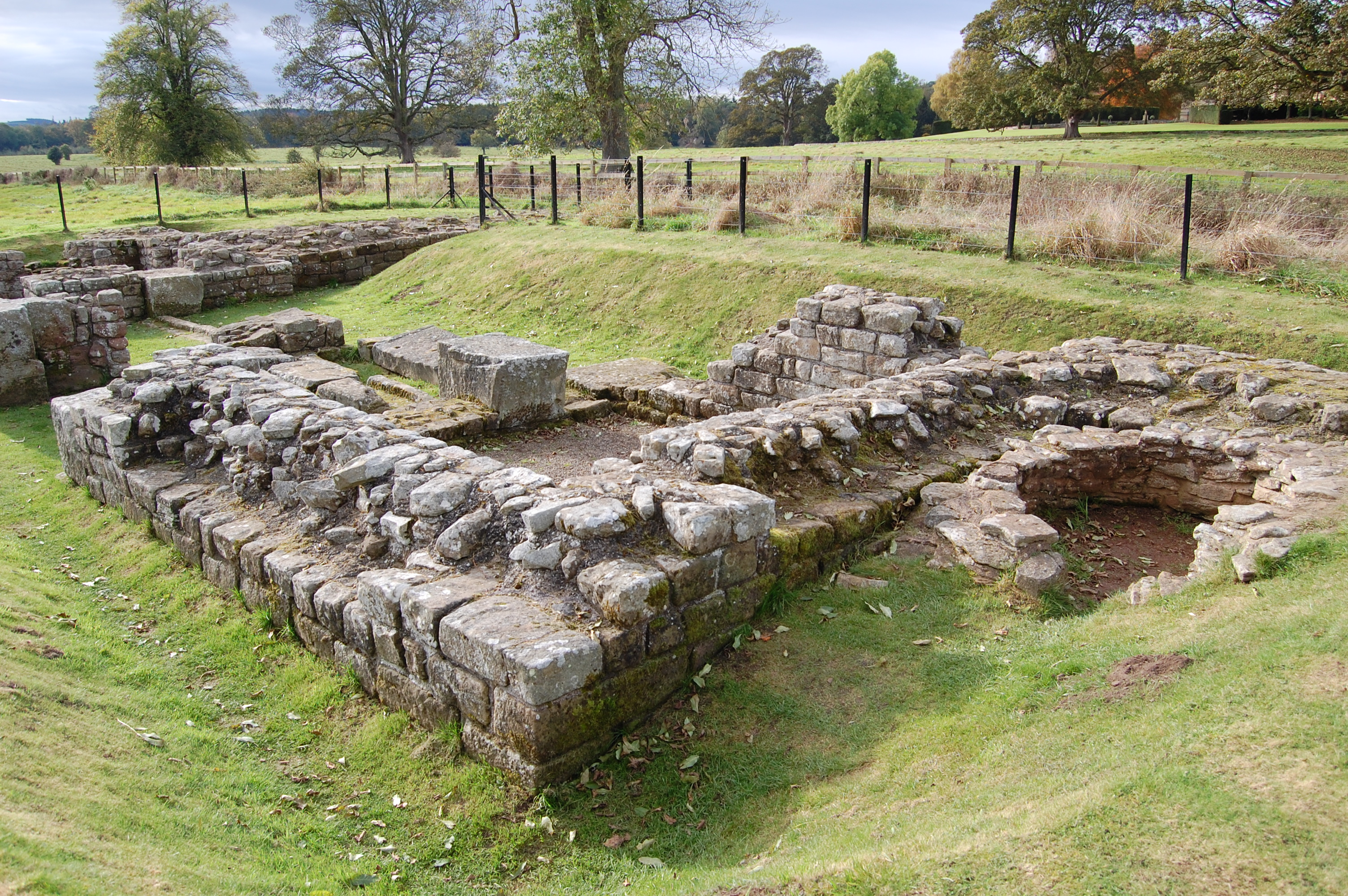
Reste eines Backofens am Westtor
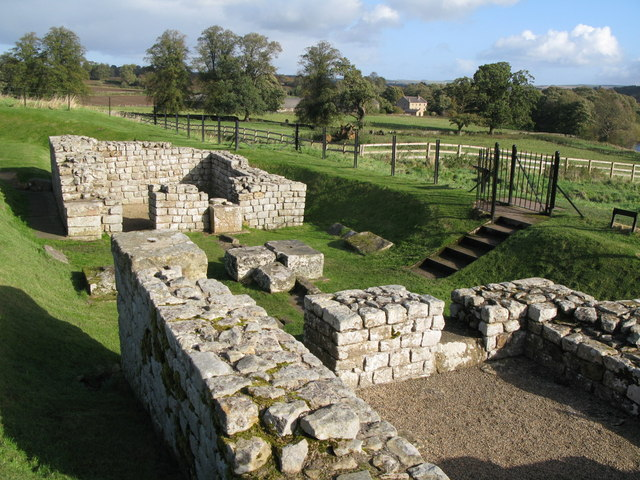
Ruine des Osttores
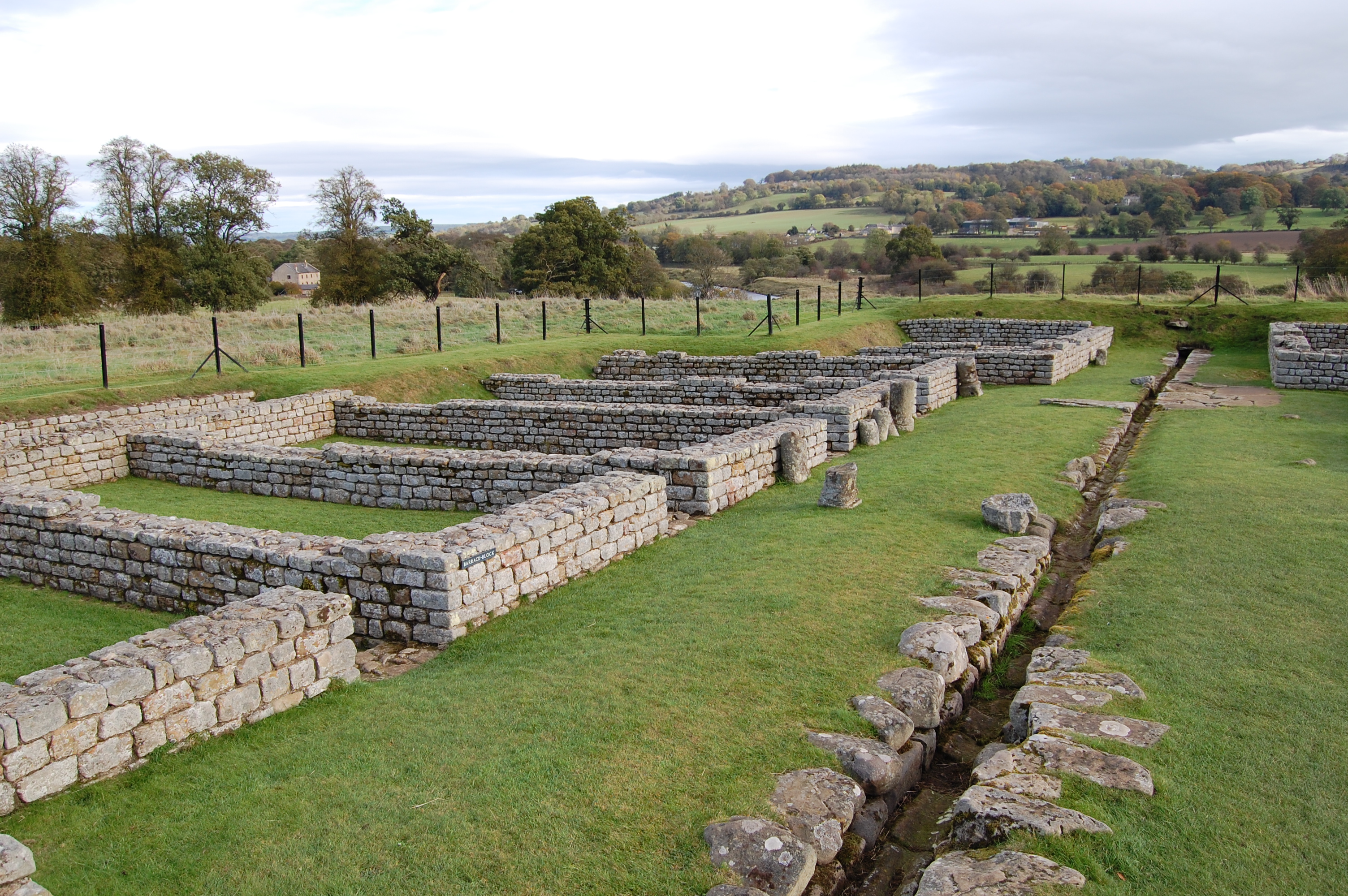
Grundmauern der nordöstlichen Mannschaftskasernen
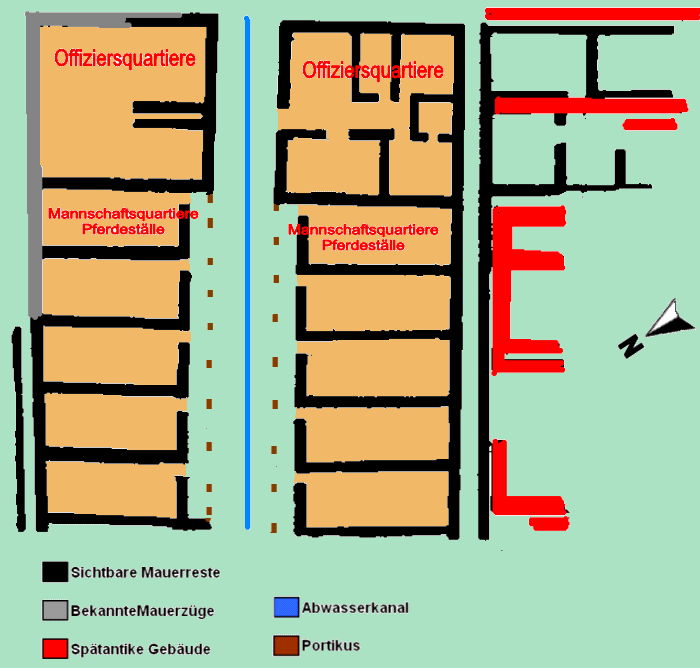
Befundskizze Kasernen
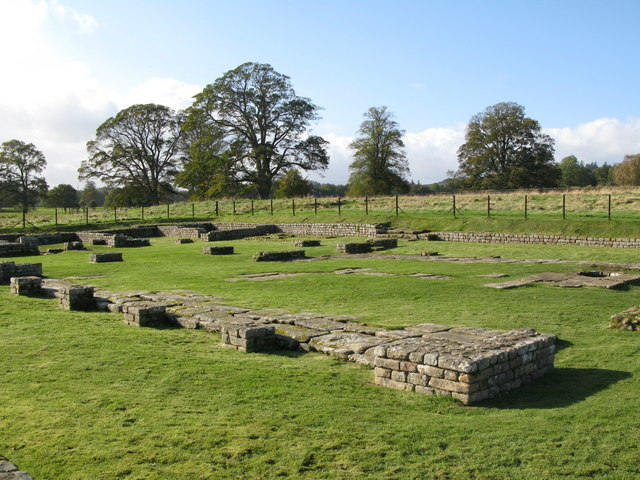
Mauerreste der Principia
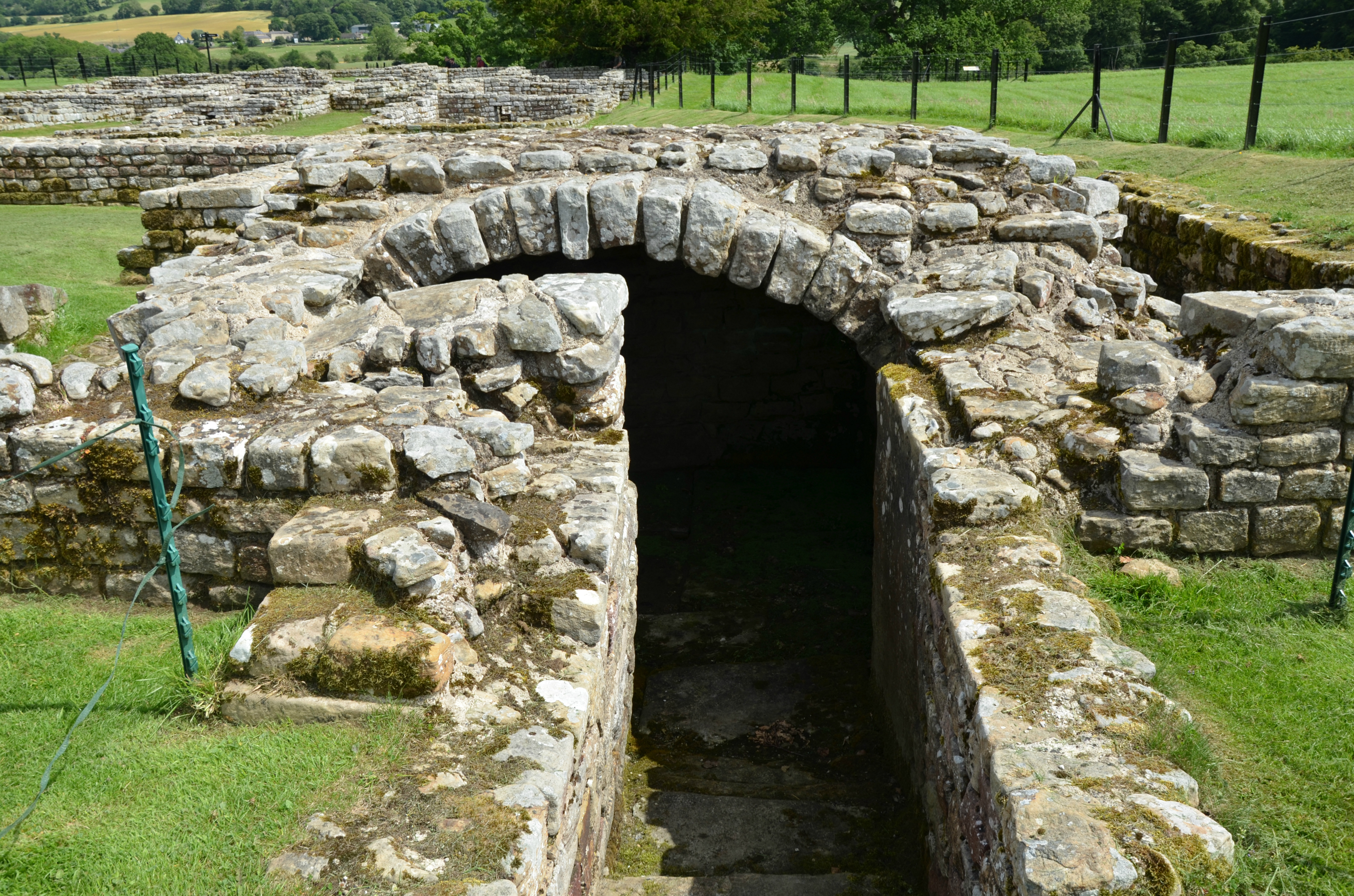
Kellerraum unter dem Fahnenheiligtum
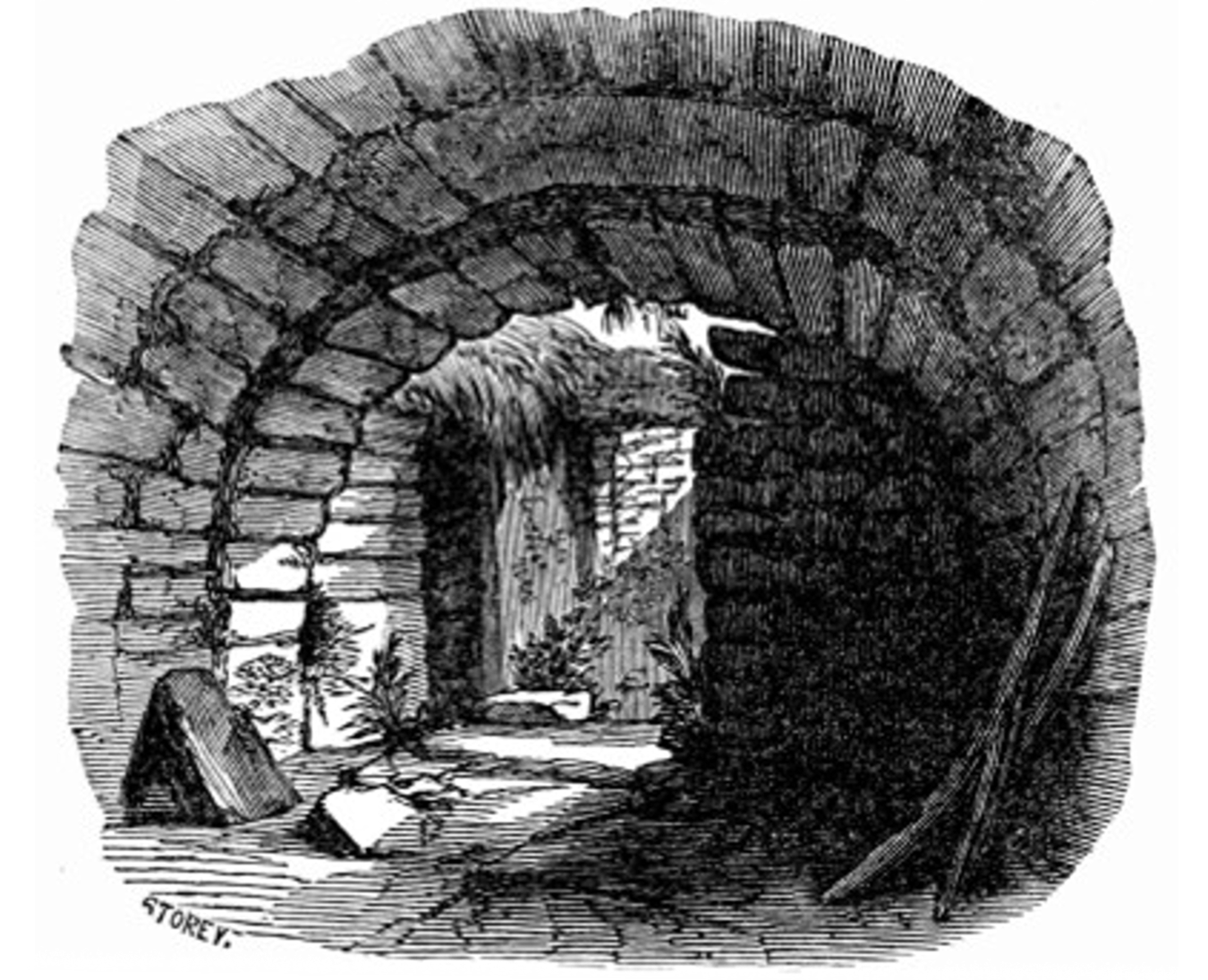
Kellerraum unter dem Fahnenheiligtum (Holzschnitt a. d. 18. Jahrhundert)
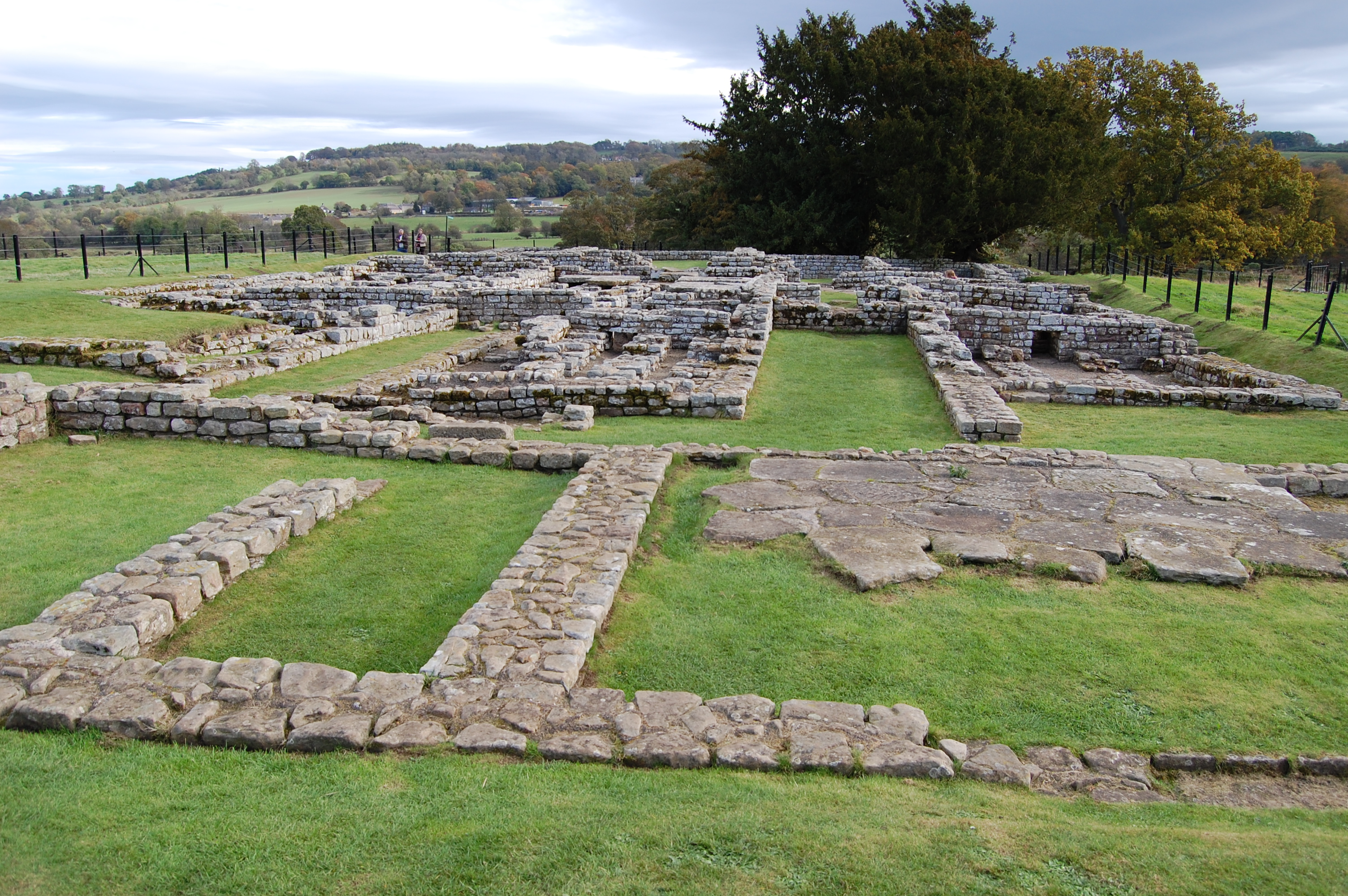
Ruine des Praetoriums
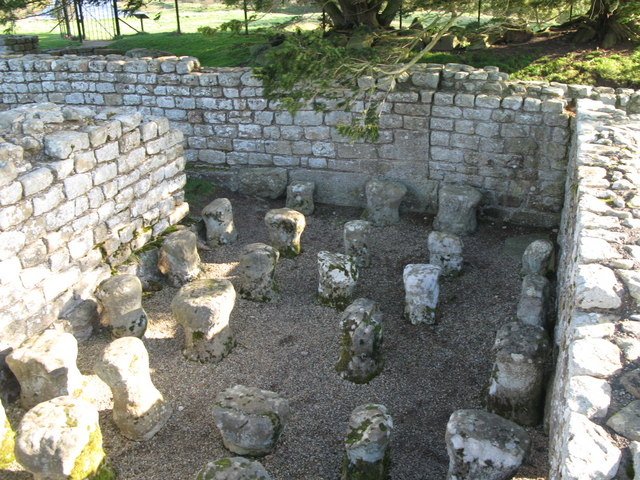
Hypokausten des Praetoriums
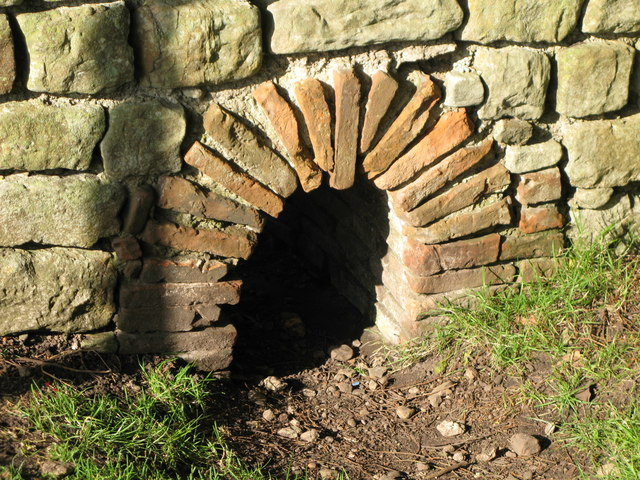
Auslauf eines Abwasserkanals im Praetorium

Cilurnum war ein römisches Hilfstruppenkastell in Chesters, nördlich des Hamlet Walwick, einem Ortsteil des Parish Humshaugh, County Northumbria im Nordosten von England.
Es gehörte zu der aus insgesamt 16 Kastellen bestehenden Festungskette des Hadrianswalls (per lineam valli) und sicherte dessen östlichen Abschnitt. Das Militärlager wurde etwa 300 Jahre, vermutlich von 123 bis 400 n. Chr. genutzt. Seine Besatzung sollte eine Brücke über den Tyne und die Militärstraße entlang des Walls überwachen. Es zählt zu den am besten erhaltenen Kastellen des Hadrianswalls. In der Provinzialrömischen Archäologie ist die Ausgrabungsstätte vor allem durch das außerhalb des Lagers gelegene Badehaus bekannt geworden.

## Name
Der Ortsname Cilurnum stammt aus dem Keltischen und könnte so etwas ähnliches wie „großes Becken“ bedeuten, vermutlich eine Anspielung auf den Fluss Tyne. Er wird nur in der Notitia dignitatum erwähnt. In der Cosmographie des Geographen von Ravenna wurde der Ort als Celunnum bezeichnet. Möglicherweise dienten in der Ala II Asturum auch Angehörige der gens Cilurnigorum, ein bei der Stadt Gigia (Gijón) siedelnder Stamm der Asturer.

## Lage
Das Kastell von Chesters ist das sechste Glied in der Festungskette des Hadrianswalls (vallum aelium). Es liegt auf einer Uferterrasse an der Westseite des dicht bewaldeten Flusstals des North Tyne. Chesters befindet sich rund 32 km von Newcastle und 44 km vom östlichen Endpunkt der Mauer bei Wallsend. Dort beginnt das Hochland, der landschaftlich schönste und topographisch abwechslungsreiche Mittelteil des Hadrianswalls. Im späten 2. Jahrhundert gehörte die Region um Cilurnum zur Provinz Britannia inferior, ab dem 4. Jahrhundert zur Provinz Britannia secunda.

## Forschungsgeschichte
Sein Standort ist seit 1796 bekannt, da von Durchreisenden Beschreibungen der Kastellruine aus dieser Zeit überliefert sind. Als die Ruine der römischen Festung im frühen 19. Jahrhundert planiert wurde, ließ Nathaniel Clayton, Grundherr von Chesters House, einige römische Artefakte bergen, die in seiner Sammlung aufbewahrt wurden. Die Reste des Kastells, die heute noch zu sehen sind, gehen größtenteils auf die umfangreichen Grabungen von John Clayton (1792–1890), der in Chesters House geboren und aufgewachsen war, zwischen 1843 und 1890 zurück. Er war u. a erfolgreicher Anwalt in Newcastle und als begeisterter Antiquar bzw. Antikensammler auch einer der Begründer der wissenschaftlichen Archäologie am Hadrianswall. Besonders machte er sich um die Erhaltung der römischen Baudenkmäler im Mittelteil des Walls verdient. Dieser am besten erhaltene Abschnitt des Walls wird heute noch als „Clayton wall“ bezeichnet. Die Grabungen in Chesters wurden von William Tailford und seinem Sohn geleitet, die diesem Projekt 45 Jahre ihres Lebens widmeten. Die Funde plante Clayton in einem kleinen Museum vor Ort auszustellen. Es konnte aber erst fünf Jahre nach seinem Tod (1890) durch seinen Neffen Nathaniel George Clayton seiner Bestimmung übergeben werden. Ein großer Teil der Festung und die Zivilsiedlung wurden nicht ausgegraben. Die Funde bilden die bedeutendste und umfangreichste Sammlung von Inschriften und Skulpturen am Hadrianswall. In und um das Kastell konnten neun Altäre, elf Ehreninschriften, 13 Bauinschriften, fünf Grabsteine, zehn Inschriftenfragmente und ein monumentales Inschriftenrelief geborgen werden. John Clayton kaufte auch Land um das Kastell Housesteads, den Mithras-Tempel von Carrawbourgh, Carvoran und andere historische Stätten auf, um sie so vor der endgültigen Zerstörung zu bewahren. In den späten 1940er Jahren wurden von J. K. St. Joseph vom Areal Luftaufnahmen angefertigt. Der südwestliche Teil des Praetoriums wurde 1960 von R. P. Harper freigelegt. Zwischen 1982 und 1991 konzentrierten sich die Ausgräber der Royal Commission of Heritage Memorial in England (RCHME) Newcastle hauptsächlich auf die Untersuchung und Freilegung des östlichen und westlichen Widerlagers der Wallbrücke. Im Juni 1992 wurde im Kastellinneren eine Bodenradaruntersuchung vorgenommen. Eine ausführliche Darstellung der historischen Quellen und eine Zusammenfassung der Ergebnisse der archäologischen Untersuchungen wurde von Mitarbeitern des English Heritage 1993 zusammengestellt.

## Entwicklung
Im Jahre 122 befahl Kaiser Hadrian, im Norden Britanniens eine Sperrmauer, verstärkt durch Wachtürme und Kastelle, vom Tyne bis zum Solway Firth zu errichten, um die britischen Provinzen wirksamer vor den ständigen Einfällen der Pikten aus dem Norden zu schützen. Der Wall wurde größtenteils durch Soldaten der drei in Britannien stationierten Legionen und Seeleute der Classis Britannica errichtet.
Am ursprünglichen Hadrianswall waren noch keine Kastelle direkt angebaut worden. Innerhalb von zwei Jahren nach seiner Fertigstellung fiel jedoch im Oberkommando die Entscheidung, 15 zusätzliche Kastelle an der Mauer zu errichten, die von Einheiten der Hilfstruppen besetzt werden sollten. Die neuen Kastelle ragten mit ihrer nördlichen Hälfte über den Hadrianswall hinaus. Dies war auch in Chesters der Fall. Um das Lager an der vorgesehenen Stelle zu errichten, mussten vorher der Graben an der Wandfront verfüllt und ein Wachturm beseitigt werden. Man nimmt an, dass die Festung um 123 entstand. Sie sicherte neben dem Hadrianswall auch eine Brücke, über die der Wall und die Militärstraße über den Fluss Tyne (North Tyne) geführt wurden. Von dieser Brücke sind heute noch die Reste ihres westlichen Widerlagers zu sehen.
Das Kastell diente in seiner Frühzeit als Stützpunkt einer Kavallerieeinheit die von hier aus u. a. überfallsartige Kampfeinsätze (Raids) in den Norden durchführte. Später wurden die Reiter vorübergehend durch Infanteristen abgelöst. Ein 1978 in Chesters aufgefundener Weihealtar der Cohors I Dalmatorum war dem Kult der Disciplina geweiht, der besonders von Kaiser Hadrian in der Armee gefördert wurde. Wie bei den meisten römischen Kastellen in Nordbritannien war die Zeit von 180–250 die Blütezeit sowohl der Festung als auch der weitläufigen Zivilsiedlung außerhalb der Lagermauern. Die überwiegende Mehrheit der Inschriften, die in Chesters gefunden wurden, stammt aus diesem Zeitraum und bezieht sich auf Bauvorhaben, Erklärungen der Kaisertreue, religiöse Zeremonien und die Bestattung von Toten. Um 221 wurden einige baufällige Gebäude von der Asturereinheit wiederhergestellt, wie eine Bauinschrift, gefunden in der SW-Ecke des Kastells, annehmen lässt. Von Mitte bis Ende des 3. Jahrhunderts erlebte das Römische Reich ständige Bürgerkriege und Einfälle von Barbarenstämmen. Im Zuge dessen lösten sich auch die traditionellen Strukturen der römischen Armee auf.
Um 300 wurden immer weniger Inschriften angefertigt, sodass eine Rekonstruktion der Geschichte oder des täglichen Lebens im Chester des vierten Jahrhunderts sehr schwierig ist. Materiell waren die Soldaten viel schlechter gestellt als ihre Vorgänger in der mittleren Kaiserzeit. Der Sold der Soldaten wurde vorwiegend in Naturalien abgegolten, sie dürften aber auch noch etwas Münzgeld erhalten haben. Im 5. Jahrhundert entglitt Britannien immer mehr der Kontrolle der römischen Zentralregierung. Laut der Notitia Dignitatum war Chesters im frühen 5. Jahrhundert noch vom römischen Militär belegt. Zu dieser Zeit verteidigte der Rest der Kavallerieeinheit vermutlich nur noch einen vom übrigen Reich weitgehend abgeschnittenen Außenposten. Archäologische Beweise, dass das Kastell über diesen Zeitraum hinaus noch von regulären Truppen besetzt war, existieren ebenfalls nicht. Es ist daher ungewiss, ob die Asturer um 410 abgezogen oder einfach sich selbst überlassen wurden. In und um das Kastell ist danach keine größere Siedlungstätigkeit mehr nachzuweisen. Sein Areal wurde nurmehr landwirtschaftlich genutzt. Um 675 brachen die Angelsachsen die letzten Reste der Wallbrücke ab, um daraus Baumaterial für eine Kirche im nahen Hexham zu gewinnen. Auch das südliche Seitenschiff der St.-Giles-Kirche in Chollerton wird von vier römischen Säulen gestützt, die vermutlich aus Cilurnum hierher gebracht wurden.
Die Kastellruine wurde bis in das späte 18. Jahrhundert als Steinbruch genutzt. Im Jahre 1796 kaufte Nathaniel Clayton alles Land um das Kastell auf, um dort einen Park anzulegen. Zu diesem Zweck ließ er die Mauerreste des Lagers mit Erde überdecken, wodurch bis zum Ufer des Tyne ein ebenes bzw. sanft abfallendes Grünland entstand. Sein Sohn und Erbe John übernahm das Anwesen im Jahr 1832. Er ließ die Planierungen beseitigen, um die Ruinen wieder freizulegen. Im Jahr 1954 wurden das Kastell, der Wall und das Badegebäude in die Obhut des Ministeriums für öffentliche Arbeiten übergeben. Die Nachfolgeorganisation, English Heritage, kümmert sich heute um die Überreste und verwaltet – zusammen mit den Treuhändern der Clayton-Collection – auch das Museum.

## Kastell
Das nach NO ausgerichtete Kastell ähnelte stark seinen östlichen Nachbarkastellen und hatte den für mittelkaiserzeitliche Befestigungen typischen rechteckigen Grundriss mit abgerundeten Ecken (Spielkartenform). Es maß 122 × 174 Meter, bedeckte eine Fläche von 2,3 Hektar und war fast vollkommen in Stein errichtet worden. Cilurnum war das drittgrößte Kastell am Hadrianswall. Wie bei den Reiterkastellen am Wall üblich, reichte die nördliche Hälfte (praetentura) über den Hadrianswall hinaus. Die sichtbaren Überreste des Kastells gehören verschiedenen Epochen aus seiner 300-jährigen Nutzungsdauer an. Die Tore und ein Großteil der Principia stammen noch aus der Regierungszeit des Hadrian. Die Mauerreste zählen, abgesehen vom Kastell Housesteads, zu den eindrucksvollsten am Wall. Die meisten Gebäude des Lagers sind aber immer noch im Boden begraben. Von den Umfassungsmauern überstanden nur ein paar Fundamente den – wohl schon in der Römerzeit einsetzenden – Steinraub und die landwirtschaftliche Nutzung des Kastellareals. Die am besten erhaltenen Mauern sind an der SO-Ecke zu sehen. Sie erreichen dort noch eine Höhe von 1,9 Meter.

### Umwehrung
Die 1,5 Meter starken Mauern waren mit vier, innen angesetzten, Ecktürmen und vermutlich acht Zwischentürmen (zwei an jeder Seite) mit quadratischem Grundriss verstärkt. Als Wehrgang diente eine aufgeschüttete Erdrampe. Wahrscheinlich erreichte die Mauer eine Höhe von sechs Meter, Türme und Tore dürften um die neun Meter hoch gewesen sein. Zusätzlich war das Kastell an allen vier Seiten von einem Spitzgraben umgeben. Es verfügte über vier Haupttore (portae principales) und zwei Seitentore (portae quintanae); Ost-, West- und Nordtor befanden sich nördlich des Walls. Dadurch konnten die Reiter bei einem Angriff rasch einen Ausfall durchführen. Alle waren jeweils mit zwei Durchgängen, getrennt durch Steinpfeiler (spina) und zwei quadratischen Flankentürmen, versehen.
Nordtor: Das Wasser einer Quelle wurde in einem Bassin im östlichen Flankenturm des Nordtores gesammelt. Es wurde vermutlich zwischen 177 und 184, während der Amtszeit des Statthalters Ulpius Marcellus, von der asturischen Reitereinheit erbaut. Zu einem späteren Zeitpunkt wurde eine mit Steinplatten abgedeckte Wasserleitung durch den östlichen Eingang dieses Tores angelegt. An den Torschwellen sind noch die zentralen Anschlagblöcke der Tore und die Pivotsteine zu sehen. Der westliche Durchgang wurde relativ bald nach Fertigstellung des Kastells mit Steinblöcken blockiert.
Westtor: Dieses Tor dürfte kurz nach Fertigstellung des Kastells wieder zugemauert worden sein. Wahrscheinlich wurden die Durchgänge komplett mit Mauerwerk verfüllt, um darauf eine Wurfmaschine (balista) aufstellen zu können. Im nördlichen Flankenturm fand man eine steinerne Plattform, die wohl als Basis für einen Wassertank diente. Durch eine Öffnung in der NW-Ecke erreichte auch eine der Wasserleitungen das Kastell, die es mit Frischwasser versorgte. An der Nordwand des Flankenturms stand ein Backofen. Spuren von Gebäudestrukturen am Westtor deuten darauf hin, dass es in nachrömischer Zeit überbaut wurde.
Osttor: Das Tor zählt zu den am besten erhaltenen am Hadrianswall. Am Tor ist noch der Grundstein von einem seiner Durchgangsbögen zu sehen. Weiters ist noch eine Eisentülle in einem Pivotstein, die die Abnutzung des Drehzapfens des Torflügels verhindern sollte, vorhanden. Beide Durchgänge wurden noch in der Römerzeit zugemauert.
Südtor: Im Torbau fand sich ein Diploma aus dem Jahr 146, das den Statthalter Gnaeus Papirius Aelianus Aemilius Tuscillus erwähnte. An der Innenmauer des östlichen Flankenturms war eine Bauinschrift der Legio VI eingemauert. Die vom Südtor ausgehende Straße konnte etwas mehr als einen Kilometer Richtung Süd-Süd-West nachverfolgt werden und führte bis zum Stanegate.
Seitentore: Von den zwei Seitentoren ist heute nur das östliche Exemplar zu sehen. Da Ost- und Westtor nördlich des Walls standen, wurde der Hauptteil des Straßenverkehrs wohl über die südlich des Walls gelegenen Seitentore abgewickelt. Durch sie wurde auch die via quintana (die südliche Militärstraße) durch das Kastell geführt.

### Innenbebauung
Der überwiegende Teil der Gebäude im Kastellinneren wurde nie ausgegraben. Bekannt und teilweise sichtbar sind vier Gebäudekomplexe:
Principia: Das Gebäude der Lagerverwaltung war nach einem Standardplan erbaut worden. Es bestand im Wesentlichen aus einem mit einem Säulengang umgebenen Innenhof und einer Querhalle mit fünf Nebenräumen (vgl. Kastell Arbeia). Die principia war der Dienstsitz von Verwaltungsbeamten wie dem curator Aventinus, welcher laut seiner Grabinschrift 15 Jahre in der ala II Asturum gedient hatte. Der Hof war an drei Seiten mit einem Säulengang (portikus) umgeben. Über ihn gelangte man in die von West nach Ost ausgerichtete Querhalle (basilika). Letztere konnte durch nicht weniger als durch fünf Türen aus dem Vorhof und dem Portiken betreten werden. Der Haupteingang in der Mitte dürfte von einem etwas aufwendiger gestalteten Portal eingerahmt gewesen sein. Zwei weitere Eingänge befanden sich am westlichen und östlichen Ende. An der Westwand stand eine Steinplattform, die als Tribüne für Ansprachen des Lagerkommandanten diente. An der Südseite der Halle standen vier Kammern (officia), in denen die Lagerverwaltung untergebracht war. Der zentrale Raum zwischen den Officia beherbergte das Fahnenheiligtum (sacellum). Im westlichen Nebenraum führte eine Treppe in einen Keller, in dem die Truppenkasse untergebracht war. Bei seiner Aufdeckung im späten 18. Jahrhundert war sogar das Deckengewölbe noch intakt. In weiterer Folge fanden sich auch noch die Reste der Türe, die aus Eichenholz bestand. Nach dem Kontakt mit der Luft zerfiel sie aber schon nach kurzer Zeit. Für eine der Treppenstufen wurde ein Altar verwendet, der von einem Soldaten der cohors I Dalmatorum gestiftet worden war.
Praetorium: Östlich der principia stand direkt am Osttor das einst eindrucksvolle, aber heute nur mehr sehr schlecht erhaltene Wohnhaus des kommandierenden Offiziers der Reitereinheit. Das Gebäude durchlief drei Bauperioden, verfügte über eine Hypokaustenheizung einen beheizbaren Saal und ein – später hinzugefügtes – großzügig ausgestattetes Bad im Ostflügel. Das Bad überlagerte teilweise die innere Wallstraße (via sagularis). Möglicherweise konnten in der Spätantike auch die niederen Mannschaftsgrade das Bad benutzen. Die einzelnen Räume waren um einen Innenhof (Perystilhaus) angeordnet. Nördlich des Prätoriums wurde in der Spätantike ein Gebäude an den Flankenturm des Osttores angebaut.
Centuria: Zwei Kasernen wurden teilweise im nordöstlichen Teil des Kastells ausgegraben, weitere Kasernen werden im Südteil des Lagers vermutet. Sie zählen zu den am besten erhaltenen Exemplaren auf dem Gebiet des ehemaligen römischen Reiches. Es handelt sich um zwei Gebäudeblöcke die durch eine Gasse getrennt waren. In deren Mitte befand sich ein Abwasserkanal. Vor den Kasernen war noch ein Portikus angebaut. Seine hölzernen Stützpfeiler waren auf steinernen Halbsäulen aufgesetzt. Die Offiziere (decuriones) wohnten in den etwas größeren Kopfbauten am östlichen Ende der Kasernen. Soldaten und Pferde waren in acht Kammern/Ställen (contubernia/stabuli) untergebracht, die etwa je acht Soldaten aufnehmen konnten. Zehn davon sind heute noch zu sehen. Die Stallungen lagen direkt neben den Quartieren der Reiter. Die Pferde waren in den vorderen und ihre Reiter in den hinteren Kammern untergebracht. Das ermöglichte bei einem Alarm schnell aufsatteln zu können. Die beiden Kasernenblöcke boten Platz für 128 Mann. Dies entspricht dem Bestand von ca. vier turmae, der kleinsten taktischen Einheit eines Reiterschwadrons. Die Kammern (papilio) waren wahrscheinlich durch eine Holzwand in einen Schlaf- und Wohnbereich getrennt. Die Unterkünfte wurden von den Asturern im späteren zweiten oder frühen dritten Jahrhundert umgebaut. Die heute noch sichtbaren Grundmauern stammen aus dieser Zeit. Wegen der laufenden Verringerung des Mannschaftsstandes wurden die Unterkünfte später verkleinert. Südlich der beiden Kasernen stieß man auf eine weitere Mannschaftsbaracke. Sie ähnelte zwar den Reiterkasernen dürfte aber für die Infanteristen bestimmt gewesen sein die kurzzeitig das Lager besetzten.
Horreum: Vermutlich verfügte das Kastell über sechs Lagerhäuser, vier kleinere südwestlich der Principia und zwei größere (Getreidelager) am Westtor. Ein langrechteckiges Gebäude westlich der Principia wird als Werkstättengebäude (fabrica) interpretiert.

## Hadrianswall

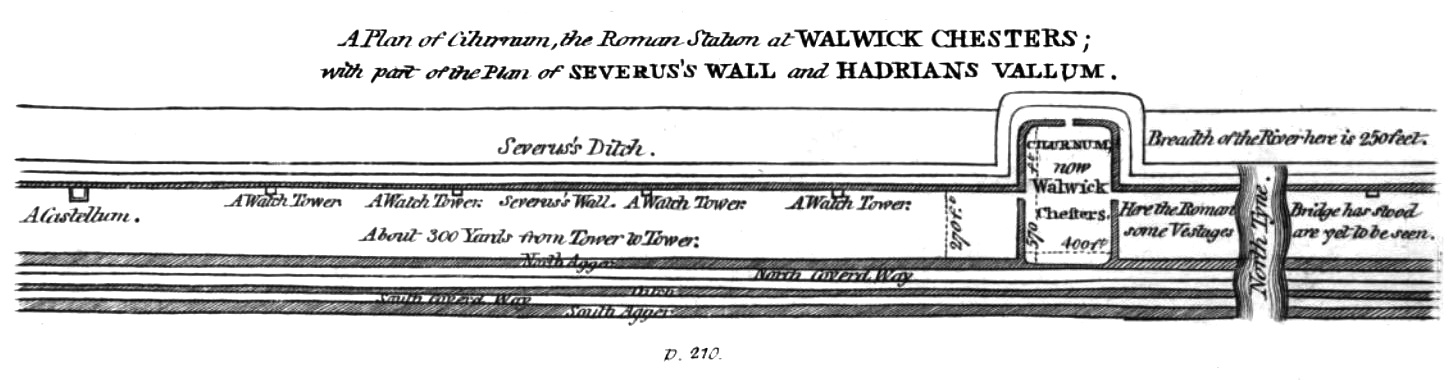
Plan des Wallabschnitts bei Chesters von William Hutton, 1802

Der Wallabschnitt zwischen Halton Chester und Walwick wurde durch Steinraub fast vollkommen zerstört. Beim Bau des Kastells im 2. Jahrhundert wurde ein Teil des Walls und auch der Wachturm 27A abgebrochen. Seine Fundamente und der dazugehörige Graben wurden 1945 auf dem Areal des Lagers gefunden. Ein weiterer, 6,7 Meter langer Fundamentrest wurde nördlich des Badehauses freigelegt. Weitere Überbleibsel sind an den südlichen Flankentürmen von Ost- und Westtor zu sehen. Der Wall (Breitversion) reichte von der Tynebrücke bis zum südlichen Flankenturm des Ost- bzw. des Westtores, von wo er aus weiter Richtung Westen lief. Westlich des Kastells ist die Mauer nur noch anhand von 0,4 Meter hohen Bodenerhebungen zu erkennen. Sie wurde laut einer 1921 geborgenen Inschrift (Centurial stone) von Hilfstruppensoldaten der cohors VIII Sabiniana erbaut. Westlich und östlich des Lagers kann man den südlichen Wallgraben (vallum) anhand von 0,3 Meter tiefen Bodenvertiefungen nachverfolgen. Der genaue Verlauf des südlichen vallum um das Lager von Chesters konnte noch nicht eindeutig geklärt werden. Luftaufnahmen zeigten, dass er in der Nähe des Tyneufers seinen Ausgang nahm. Der Verlauf der Militärstraße ist im Abschnitt zwischen den North Tyne und der römischen Festung noch deutlich zu erkennen. Die Trasse führte dort vom Osttor in Richtung zur Wallbrücke, der Straßendamm erreicht dort teilweise noch eine Höhe von 0,8 m. Auch ein noch 1,3 Meter hoher Randstein ist dort noch zu sehen. Westlich des Kastells sind keine Reste mehr zu erkennen. John Horsley berichtete im 18. Jahrhundert, dass die Militärstraße nach Verlassen des Westtores zunächst zum vallum und dann zu dem nördlichen Hügel weiterführte.

## Garnison
Das Lager war während seiner Nutzungszeit meist von Reitereinheiten belegt. Der in Chesters im 18. Jahrhundert gefundene Grabstein des Marcus Aurelius Victor zeigt ihn mit erhobenem Schwert auf einem Pferd sitzend. Nur in der Mitte des zweiten Jahrhunderts dürfte Chesters nicht von Kavalleristen besetzt gewesen sein. Zu dieser Zeit – zwischen 142 und 160 – wurden das Gros der Grenztruppen vorübergehend an den Antoninuswall in Schottland verlegt.
Folgende Besatzungseinheiten sind für Cilurnum bekannt oder könnten sich für eine begrenzte Zeit dort aufgehalten haben:
| Zeitstellung                   | Truppenname                                                                                                 | Beschreibung |
| ------------------------------ | --- | --- |
| 2. Jahrhundert n. Chr.         | Legio sextae Victrix Pia Fidelis (die sechste Legion, die Siegreiche, Fromme und Treue),                    | Soldaten dieser Legion hielten sich laut einer undatierten Inschrift vermutlich zwischen 138 und 161 im Lager auf. Die Legionäre waren unter Hadrian am Bau des Lagers beteiligt. Vermutlich wurden dort von ihnen auch einige Renovierungen und bauliche Veränderungen in der Antoninenzeit vorgenommen. Eine Reihe von Bauinschriften (Centurial Stones), die bei Cilurnum ausgegraben wurden, bezeugen, dass die Soldaten auch beim Bau des Hadrianswalls in diesem Abschnitt eingesetzt wurden. Stammlager und Hauptquartier der Legion war Eburacum (York). |
| 2. Jahrhundert n. Chr.         | Ala Augusta ob virtutem appellata (das Reiterschwadron des Augustus, die Tugendhaften),                     | Diese etwa 500 Mann starke Reitereinheit unbekannter Herkunft war möglicherweise im späten 1. Jahrhundert in Lancaster stationiert. Von 124 bis 140 stand sie in Chesters. Unter Antoninus Pius (138) wurde die Truppe nach Carlisle (Luguvalium) verlegt. |
| 2. Jahrhundert n. Chr.         | Cohors prima Dalmatorum („die erste Kohorte der Dalmatiner“)                                                | Diese Infanterieeinheit wurde ursprünglich in der Provinz Dalmatia ausgehoben (das heutige Bosnien-Herzegowina). Sie wird nur in einer undatierten Inschrift aus Chesters (Principia), entstanden wahrscheinlich zwischen 138 und 180, erwähnt. Es ist möglich, dass sie in Chesters während der Antoninenzeit stationiert war. Während die Besatzungsgruppen des Hadrianswall zum Antoninuswall in Schottland vorrückten, blieb Chesters während dieser Zeit weiter besetzt um die strategisch wichtige Wallbrücke zu sichern. |
| 2. Jahrhundert n. Chr.         | Cohors primae Vangionum Milliaria Equitata (die erste Kohorte der Vangionen, teilberitten, 1000 Mann stark) | Diese Infanterieeinheit stammte aus dem Gebiet am Oberrhein (Gegend um Worms in Deutschland). Eine ihrer Kommandanten ließ um 160 seine Tochter in Chesters bestatten. Weitere Inschriften, die diese Einheit in Chester erwähnen, sind nicht bekannt. Es ist daher ungewiss ob ihre Soldaten für eine längere Zeit im Kastell stationiert waren. Eine Inschrift auf einem Grabstein in Benwell könnte bedeuten, dass die Einheit zwischen diesen beiden Kastellen aufgeteilt wurde. Als weiterer ihrer Stationierungsorte an der Nordgrenze gilt das Vorpostenkastell von Risingham (Habitancum). |
| 178 bis 4. Jahrhundert n. Chr. | Ala secundae Asturum Antoninianae („das zweite Reiterschwadron der Asturer“)                                | Die Einheit ist ebenfalls aus einer Inschrift, entstanden zwischen 178 und 184, bekannt. Ihre Soldaten waren an der Fertigstellung des Badehauses und eines Aquädukts beteiligt. Sie wurde ursprünglich im Nordosten von Spanien aufgestellt. Auch während des Piktenfeldzuges von Kaiser Septimius Severus und seines Sohnes Caracalla im frühen dritten Jahrhundert blieb die Einheit im Lager stationiert. Unter Kaiser Elagabal wurde ihr der Ehrenname „Antoninianae“ verliehen. Die Verkleinerung der Kasernen deutet darauf hin, dass die Mannschaftsstärke der ala im frühen dritten Jahrhundert erheblich verringert wurde. Im vierten Jahrhundert war die Einheit schon fest in der Region verwurzelt und rekrutierte ihren Nachwuchs hauptsächlich aus den Söhnen der im Kastell stationierten Soldaten und der Bevölkerung der Grenzgebiete. Nach den Militärreformen des Diokletian und Konstantin I. zählten die Garnisonen am Wall zu den limitanei. Aus der Notitia dignitatum, Truppenliste des Dux Britanniarum, ist für das Cilurno des 4. Jahrhunderts auch der Rang ihres befehlshabenden Offiziers, ein Praefectus, überliefert. Der Name eines solchen praefectus equitum, Septimius Nilus, ist aus einer im Jahre 223 gestifteten Inschrift aus dem Badegebäude bekannt. Die Asturer waren vermutlich bis zum Ende der römischen Herrschaft in Chesters stationiert. Ihre Schwester-Einheit, die ala I Asturum stand im weiter östlich gelegenen Kastell Condercum (Benwell). |
| 3. bis 4. Jahrhundert n. Chr.  | Symmachiarii (Irreguläre)                                                                                   | Eine Inschrift von 286 bezieht sich wohl auf verbündete, irreguläre Kämpfer, die die Asturiereinheit verstärken sollten. |

## Vicus

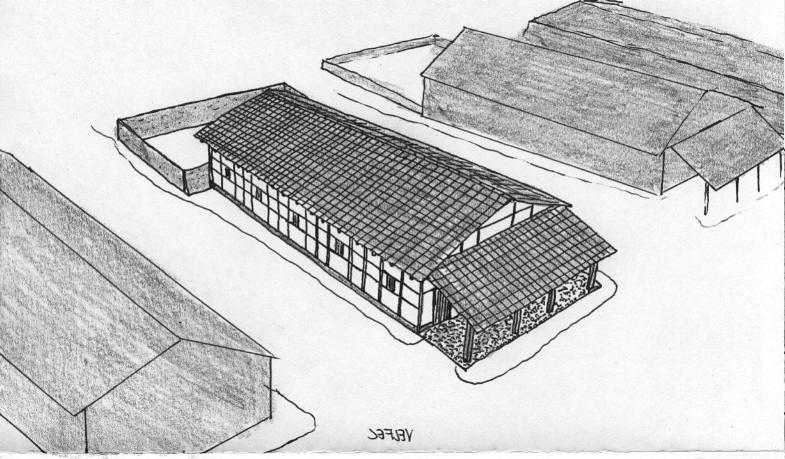
Streifenhaus in der Lagervorstadt des Legionslagers Vindobona

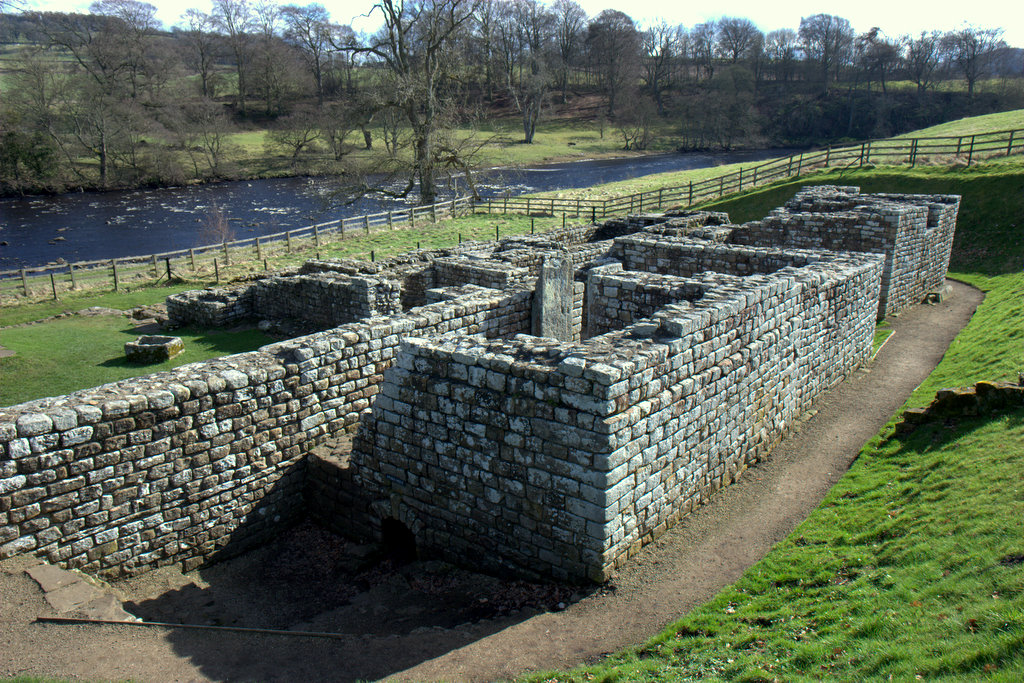
Thermenruine

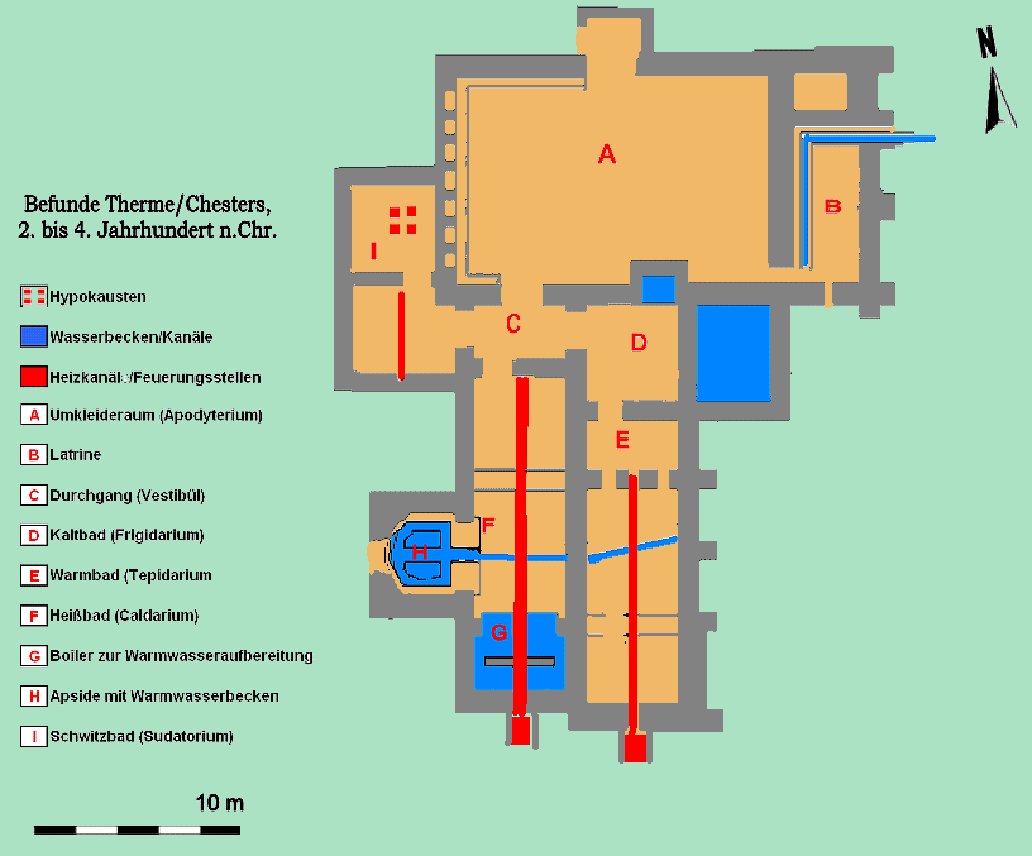
Befundskizze Therme

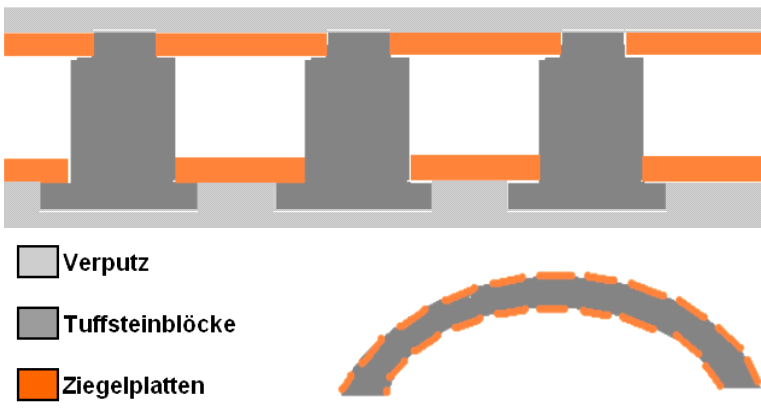
Querschnitt der Gewölbekonstruktion

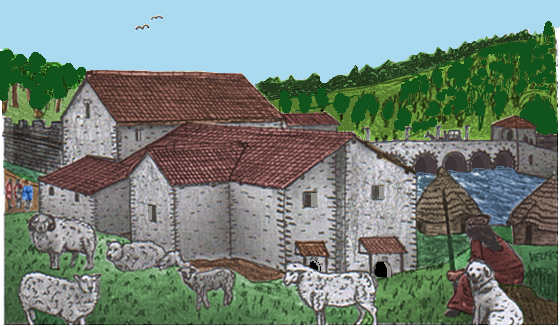
Rekonstruktionsversuch der Therme, Zustand 3. Jahrhundert n. Chr., Ansicht aus SW

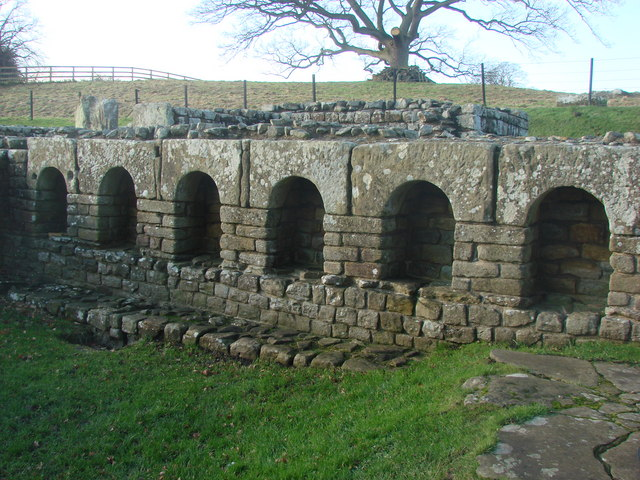
Mauernischen des Apodyteriums

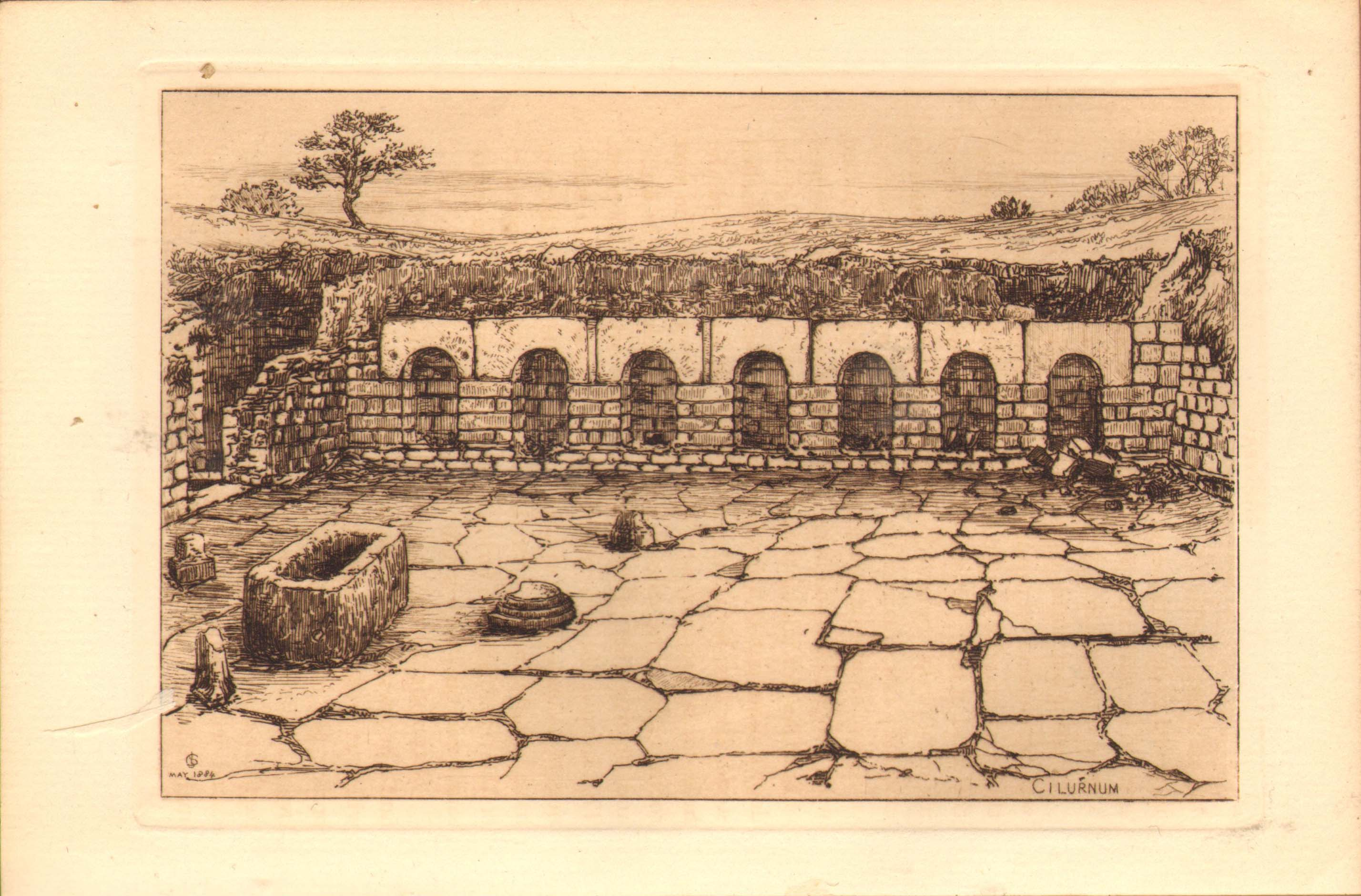
Zeichnung des Apodyteriums von 1885

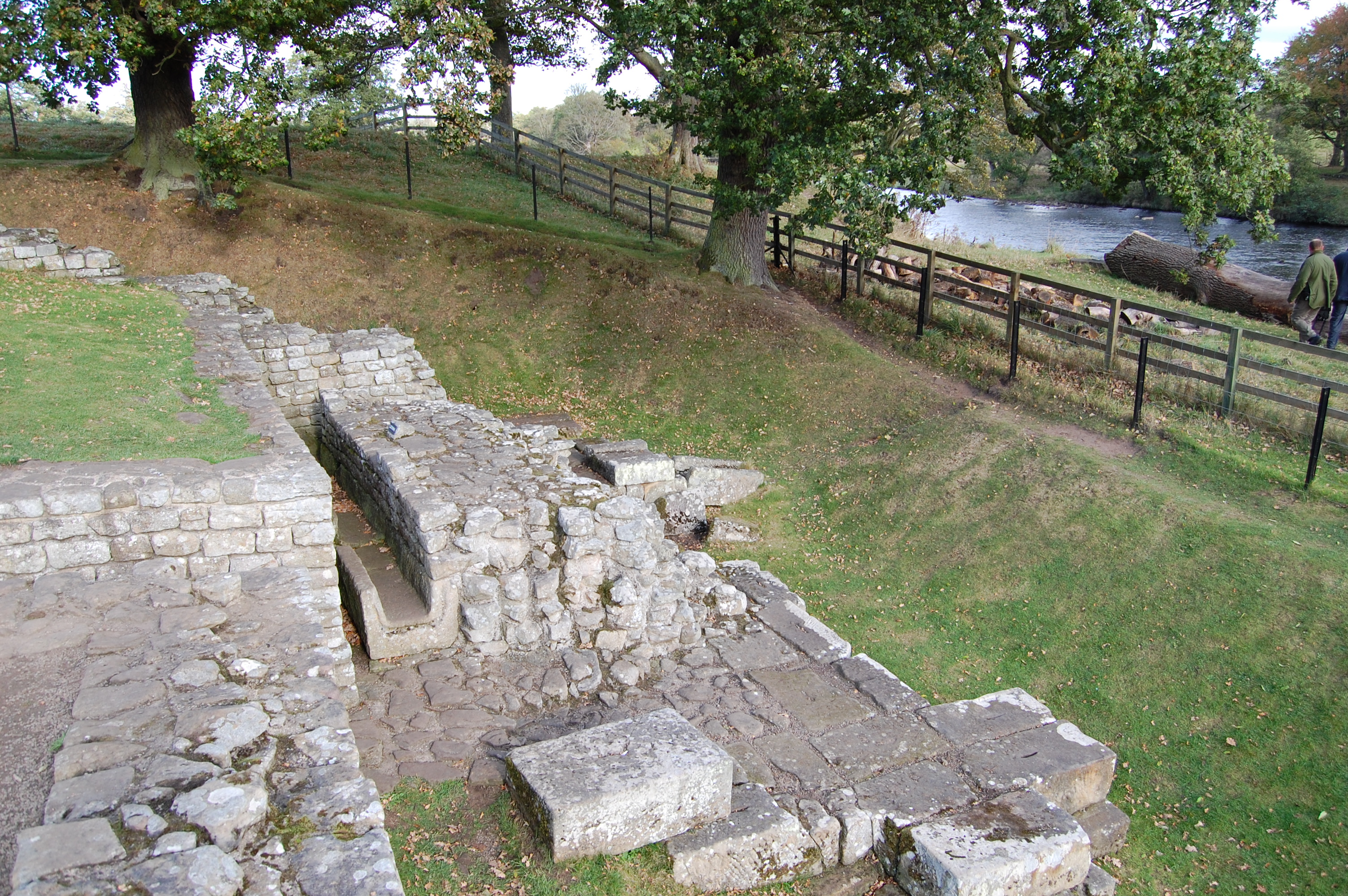
Überreste der Latrine

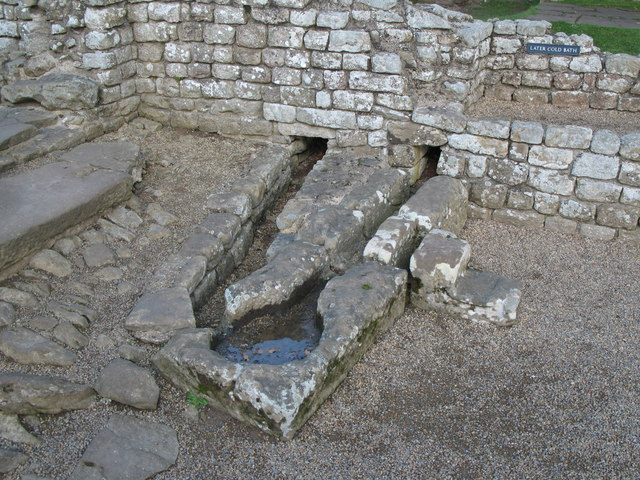
Ablauf des Kaltwasserbeckens

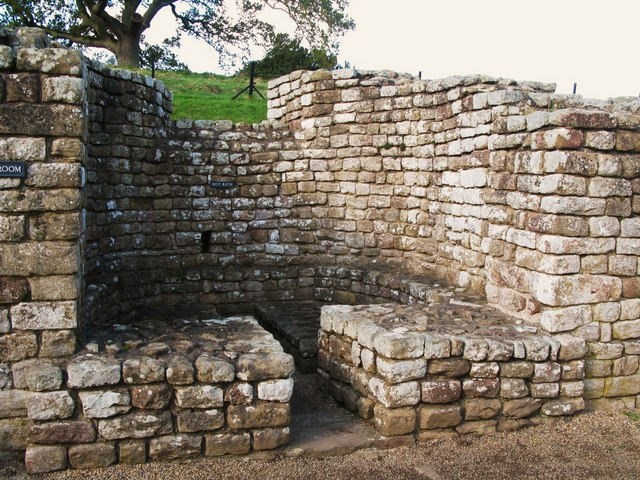
Apsis des Caldariums

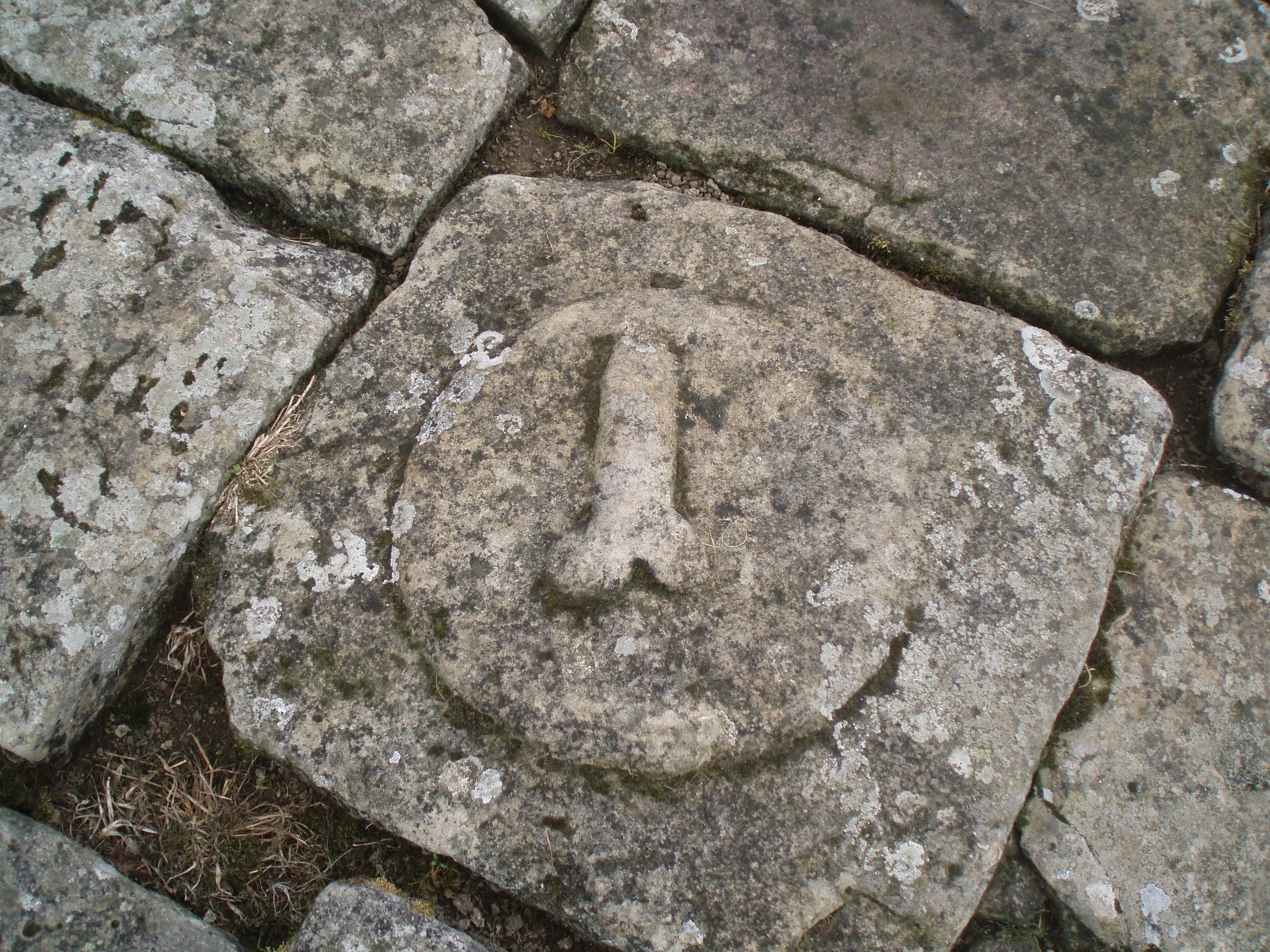
Cilurnum, Phallussymbol im Museum

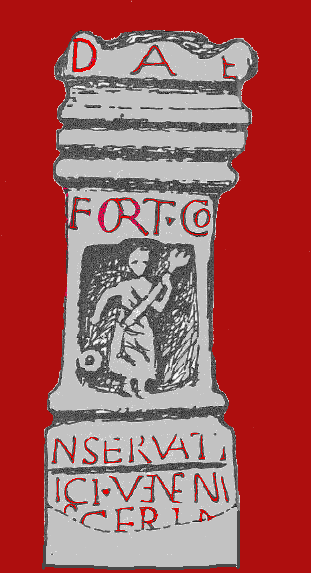
Zeichnung eines Fortunaltars aus dem Badegebäude, gefunden 1884

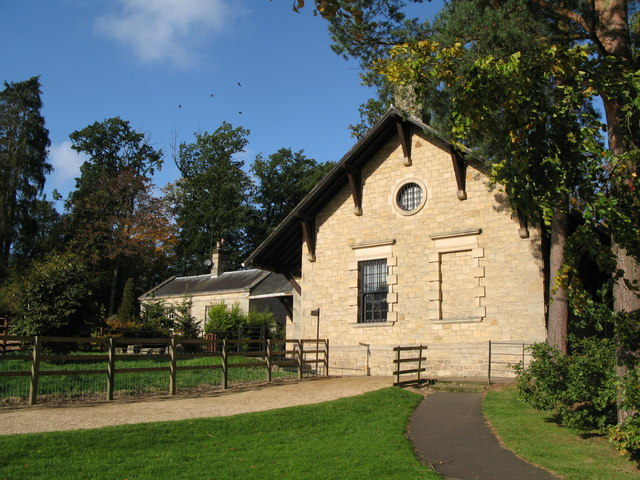
Chesters Museum

Die zum Kastell gehörige, mehrphasige Zivilsiedlung entstand vermutlich im späten 2. Jahrhundert und hatte ihre Blütezeit zwischen 180 und 250. Die Verteilung der Gebäude folgte wohl keinen vorgegebenen Bebauungsplan. Die Zivilsiedlung wurde bis heute nicht umfassend archäologisch untersucht, diesbezügliche Befunde von den anderen Wallkastellen lassen jedoch annehmen, dass sie am Ende des dritten Jahrhunderts größtenteils aufgegeben werden musste. Ihre Bewohner zogen sich wahrscheinlich hinter die Mauern des Kastells zurück. Eventuell waren einige Gebäude aber noch über das 3. Jahrhundert hinaus bewohnt.
Der Vicus breitete sich südlich bzw. südöstlich der Festung und entlang des Tyneufer aus. Er bedeckte ca. eine Fläche von 15 Hektar. Ein von John Clayton angelegter Sondierungsgraben, 100 Meter südlich des Kastells, ist heute das auffälligste Bodenmerkmal auf dem Gelände des Vicus. Südwestlich des Kastells werden weitere Gebäude vermutet. Sein Areal ist nur auf Luftaufnahmen zu erkennen. Neben den Luftaufnahmen konnten noch durch geophysikalische Untersuchung weitere Erkenntnisse über den Vicus gewonnen werden. Im Südosten (Siedlungskern) waren die meisten Gebäude von Norden nach Süden ausgerichtet. Weitere Bodenerhebungen sind am Straßenrand Richtung Nordwesten bis zu den Gärten von Chesters House zu sehen. Die Luftaufnahmen zeigen auch den Verlauf von Mauerstrukturen im äußersten Südwesten, an der Grundstücksgrenze von Chesters House. Beobachtet wurde auch der Verlauf von zwei Hauptstraßen und Spuren weiterer Straßenzüge sind ebenfalls sichtbar. Sie unterteilen den Vicus in Gebäudegruppen (insulae). J. K. St. Joseph fertigte nach dem Ende des Zweiten Weltkriegs vom Vicus Luftaufnahmen an und machte dabei folgende Beobachtungen:
„Südlich des Kastells bei Chesters zeigten sich die Reste einer ausgedehnten Siedlung. Die Straße, die vom Südtor des Kastells ausgeht und nach Westen abbiegt war an der linken und rechten Seite mit den Seitenstraßen der Siedlung verbunden. Diese waren an beiden Seiten von zahlreichen Gebäude gesäumt, während andere Gebäude in kleinerer Entfernung standen. Es handelte sich vor allem um lange rechteckige Strukturen, wie sie uns aus den Ausgrabungen der Zivilsiedlung in Housesteads vertraut waren. Es dürfte sich dabei hauptsächlich um einfache Häuser, Geschäfte oder Schuppen handeln. Hier und da erschienen kompliziertere Baustrukturen, mit mehreren Zimmern und Korridoren. Sie waren römischen Stadthäusern im Süden Großbritanniens sehr ähnlich.“
Die Gebäude, meist wohl einfach konstruierte Streifenhäuser auf Steinfundamenten mit Holz- und Lehmwänden, waren mit ihrer Schmalseite zur Straße hin ausgerichtet. Im vorderen Teil waren die Gewerberäume (tabernae) untergebracht. An der Rückseite befanden sich ein kleiner Hof, Werkstätten oder Warenspeicher und die Wohnräume. Einige der Häuser verfügten sicher auch über ein Obergeschoss das zusätzliche Unterkünfte oder noch mehr Stauraum bot. Die Frontseiten waren in der Regel offen, konnten aber mit versperrbaren Fensterläden geschlossen werden. Andere Gebäude des Vicus dienten wohl als Tavernen und Herbergen oder ähnliches.

## Therme
Die außerhalb des Lagers gelegene, mehrphasige Therme (balneae) wurde 1884–1885, 30 Meter vom Flussufer und 70 Meter östlich des Kastells entdeckt. Das Bad zählt zu den am besten erhaltenen römischen Bauten dieser Art in Großbritannien. Die Geländeplanierungen im 18. Jahrhundert verhinderten den weiteren Zerfall und die Zerstörung durch Steinraub. Die Wände sind teilweise noch bis in eine Höhe von drei Meter erhalten geblieben. Bei seiner Aufdeckung wurde jedoch anfangs seine wahre Funktion nicht erkannt. Collingwood Bruce hielt die Mauern für die Reste einer durch Feuer zerstörten Befestigung zur Sicherung der Straße, die von der Brücke zum Kastell führte. Es gab zwei Arten von römischen Badehäusern. Die eine ist die des Reihentypus. Die Räume waren nacheinander angeordnet. Man ging vom Auskleideraum in das Kaltbad, dann in die Warm und Heißräume. Bei der anderen Bauvariante, etwas aufwändiger gestaltet, spielte sich der Badezyklus auf einer Art Rundweg ab. Man begab sich zuerst in das Kaltbad, dann in die Warm- und Heißräume, konnte aber auch beliebig zwischen den Räumen wechseln. Dies kann am besten in den großen Kaiserthermen in Rom zu sehen. Das Bad von Chesters ist eine Mischung aus diesen beiden Bautypen. Wie bei allen römischen Bädern die über einen langen Zeitraum verwendet wurden, erfuhr es mehrere bauliche Änderungen bzw. Erweiterungen und Reparaturen. Die genaue Route, die die Badegäste durch die verschiedenen Räume des Gebäudes nahmen ist daher noch unklar.

### Gebäude
Das nach NO ausgerichtete Badegebäude in der Mitte des 2. Jahrhunderts errichtet. Seine Mauern bestanden aus einem in Mörtel gebundenen Bruchsteinkern der an beiden Seiten mit zugehauenen Steinquadern verblendet war. Besonders bemerkenswert war die Bedachung des Badegebäudes. Es war mit einem standardmäßigen Ziegeldach versehen worden. Neben der hohen Feuergefahr beschleunigte auch die feuchte Luft, die das Bad ständig durchzog, den Verrottungsprozess des hölzernen Dachstuhls. In Chesters wurde deswegen über dem Kalt- und Warmbadtrakt ein Gewölbe aus Tuffsteinblockrippen, jeweils verbunden durch zwei Lagen Ziegelbänder, eingezogen. Es sollte den Dachstuhl vor der feuchtheißen Luft abschirmen. Die Ziegelplattenverbindungen zwischen den Tuffsteinblöcken reduzierten das Gewicht der Konstruktion erheblich. Trotzdem übte ein solches Tonnengewölbe noch großen Druck auf die Seitenwände aus. Auch die Lage des Bades an einem steil abfallenden Flussufer stellte ein zusätzliches Problem für seine Stabilität dar. Man löste es mit dem Anbau von neun Strebepfeilern, die die West- bzw. Ostwände der Latrine und des Warmbades verstärkten. Von ihnen sind die unteren Lagen noch deutlich sichtbar. Durch einen der Pfeiler wurde das Abwasser der Latrine nach außen geleitet. Im Gebäude selbst fanden die Archäologen die Reste von mit Steinplatten gepflasterten Böden, einer Hypokaustenheizung und einen Abwasserkanal.

### Eingangshalle/Toiletten
Der Eingang, gedeckt durch einen schmalen verandaartigen Vorbau, befand sich im Norden, hier betrat man über eine Treppe zunächst in die etwas tiefer gelegene Eingangshalle. Sie diente als Umkleideraum (apodyterium), als Fitnessraum (gymnasium), wurde aber auch noch für andere Zwecke wie z. B. Körperpflege, sozialer Treffpunkt und zur Unterhaltung (z. B. Brettspiele) genutzt. In der Westmauer sind sieben gewölbte Nischen (cubiles) eingelassen deren genaue Funktion umstritten ist. Es ist möglich, dass in ihnen Statuetten aufgestellt waren. Viel wahrscheinlicher ist jedoch, dass die Badegäste dort ihre persönlichen Sachen ablegen konnten. An der Nordwand sind noch die Reste einer steinernen Sitzbank zu sehen. An der Tür in der Ostmauer gelangte man durch eine kleine Lobby in die Latrine (latravina). Sie lag am tiefsten Punkt des Bades, um das Abwasser aus den Überläufen der Badebecken auch zur Ausspülung der Fäkalien verwenden zu können. Die Latrine bot wahrscheinlich Platz für zwölf Mann. Eine Tür am westlichen Ende der Südwand führt in eine schmale Kammer (vestibül) und einem kleinen Flur, von dem mehrere Türen zu den verschiedenen beheizten Räumen des Badehauses abführten. Es ist möglich, dass dieser Gang auch als Massageraum (unguentarium) benutzt wurde, dort wurden die Badegäste mit Olivenöl eingerieben – das römische Äquivalent für Seife – bevor man die beheizten Abschnitte des Bades betrat.

### Kaltbad
Am Ostende des Vestibüls stand das Kaltbad (frigidarium), ausgestattet mit zwei Wasserbecken (pluteus) an der Nord- und Ostwand. Das wesentlich kleinere Wasserbecken an der Nordwand war eine spätere Ergänzung. Dort konnte der Schmutz vom Körper abgewaschen werden, bevor man den beheizten Abschnitt des Bades betrat. Viele Badegäste setzten sich nach dem Schwitzbad auch wieder in die Kaltwasserbecken um die Poren zu schließen.

### Schwitzbad
Vom Vestibül gelangte man im Westen in das Schwitzbad (sudatorium/laconicum). Dieser Raum wurde von unten durch einen Hypokaust erwärmt. Die Hypokaustenheizung bestand aus einer Reihe von Stützen aus Steinsäulen, auf denen der Fußboden (opus signinum) der Baderäume auflag. Die Heißluft zirkulierte in den Unterflurkammern und wurde dann durch Hohlziegel in den Wänden über das Dach ins Freie abgeleitet. Die Feuerung (praefurnium) befand sich in der Nordwand. Die Hitzeentwicklung in diesem Raum muss derart intensiv gewesen sein, dass man kein Holz für seinen Aufbau verwenden konnte. Auch das Eingangsportal bestand aus einem massiven steinernen Torbogen. Die Badegäste konnten es wohl nur mit hölzernen Sandalen betreten um sich an den Bodenplatten nicht die Fußsohlen zu versengen. Dort standen vermutlich auch bewegliche Holzbänke, auf denen man Platz nehmen konnte. Dieser Teil des Bades scheint eine spätere Ergänzung zu sein und war wahrscheinlich noch nicht Bestandteil des ursprünglichen Gebäudes.

### Warm- und Heißbad
Im Süden des Vestibüls gelangte man in das Heißbad (caldarium). Durch eine Tür in der Südwand des Kaltbades begab man sich in das Warmbad (tepidarium). In der ersten Bauphase konnte man das Warmbad noch durch das Heißbad betreten. Dieser Eingang wurde aber später zugemauert. Das Heißbad verfügte über ein beheizbares Wasserbecken (calveus), das in einem apsidenförmigen Anbau an der Westmauer stand. Warm- und Heißbad wurden über zwei Feuerungsöffnungen an den Südwänden beheizt. Das Badewasser wurde gleich darüber in einem Kessel (vasa) aus Bronze erhitzt. Die Heißluft wurde über zwei Kanäle in die Warmräume geleitet. Ein zweites Warm- und Heißbad befand sich im Süden des Kaltbades. Es wurde ebenfalls durch einen Heißluftkanal erwärmt, der durch eine Feuerung in der Südwand beheizt wurde. Es ist wahrscheinlich, dass sie zusammen mit dem Kaltbad den Kern des ursprünglichen (hadrianischen) Badehauses bildeten.

## Gräberfeld
In den 1880er Jahren wurden nahe dem Badegebäude die Skelette von 33 Menschen, zwei Pferden und einem Hund gefunden. Gleichzeitig wurden auch Spuren von massivem Mauerwerk am Flussufer entdeckt, was nahelegt, dass die Soldaten und die Bewohner des Vicus dort ihre Toten bestatteten.

## Chesters Museum
Das Museum wurde 1895 in Auftrag gegeben und 1903 eröffnet. Der Entwurf stammte von Richard Norman Shaw. Die Ausstellung zeigt einen Teil der römischen Funde aus John Clayton's Sammlung.
Das Museum wurde nach einer umfassenden Renovierung 2016 wiedereröffnet. Es zeigt Funde aus der Römerzeit und erzählt die Geschichte von John Clayton, dem das Bewahren großer Teile des Hadrianswalls im 19. Jahrhundert zu verdanken ist. Seine Sammlung enthält heute rund 11.000 Objekte, die von Clayton im Laufe der Zeit zusammengetragen wurden. Dazu gehören auch phallische Fruchtbarkeitssymbole, die als Glücksbringer oder zur Abwehr des bösen Blicks dienten. Die Römer haben sie regelmäßig in militärische Gebäude gehauen, und der Hadrianswall hat mehrere in den Festungen in Chesters und Housesteads. Mit Hilfe neuester digitaler Technik wird dem Besucher vermittelt, wie das Leben der römischen Soldaten in Cilurnum ablief.